# A Fine Mess (televisie)
A Fine Mess is de vierde aflevering van het tiende seizoen van het tienerdrama Beverly Hills, 90210, die voor het eerst werd uitgezonden op 29 september 1999.

## Plot
Steve is ontzettend teleurgesteld dat Janet hem af heeft gewezen en besluit om haar niet op te geven en koopt een verlovingsring voor haar en wil haar officieel vragen. Hij vindt geen geschikt moment en ondertussen is Janet druk bezig met de voorbereidingen voor de baby. Steve komt erachter dat zij het geslacht wil weten van de baby uit praktische overwegingen en hij wil dit juist niet weten en verrast worden. Steve haalt haar over om het geslacht af te wachten en als zij samen bij de verloskundige zijn voor controle ziet Janet Steve ineens neervallen op zijn knieën en haar ten huwelijk vragen met een ring. Verrast zegt zij nu weer ja en deze keer meent zij het.
Kelly is boos op Matt nadat Matt tegen Janet heeft gezegd dat zij goed moet na denken als zij wil trouwen omdat er nooit zekerheid is, Kelly denkt dat Matt geen gevoel voor romantiek heeft en alles zakelijk bekijkt vanuit zijn beroep. Matt neemt als voorbeeld een cliënte Judy die hij nu heeft, zij is zeventien jaar getrouwd met haar jeugdliefde en heeft twee kinderen met hem. Judy wil nu scheiden van haar man en wil volledige voogdij over de kinderen en dat veroorzaakt een groot gevecht met haar man. Dit vindt Matt een goed voorbeeld dat een huwelijk nooit garanties geeft voor een goed leven. Later komt Judy bij Matt en vertelt hem dat zij haar huwelijk nog een kans wil geven omdat zij haar man niet kwijt wil. Matt beseft nu dat er meer komt kijken bij een huwelijk dan alleen zakelijkheid en vertelt dit ook tegen Kelly en dat hij meer open moet staan voor romantiek.
David heeft moeite om een vriendin te vinden en praat daarover op zijn radioprogramma, hij maakt een afspraakje met een mooi meisje genaamd Robin en heeft een leuke avond met haar. Zijn luisteraars weten dat hij uit is geweest met een meisje en willen hier alles over horen, David is niet van plan om hier over te praten maar bezwijkt toch onder de druk en vertelt alles op de radio. Robin is hier niet van gediend en belt hem op met de mededeling dat het uit is.
Gina woont nu al een tijdje bij Dylan en zij vindt dit prima, Dylan mist zijn vrijheid en ziet Gina liever ergens op haar eigen wonen en wil dit voorzichtig brengen bij haar. Hij vertelt haar dat het beter is dat zij een woning gaat zoeken voordat het verkeerd gaat, Gina is teleurgesteld en boos op Dylan maar beseft dat het niet anders is en gaat op zoek naar een woning en komt erachter dat zij alleen kans maakt op een woning in een achterstandswijk en baalt hier enorm van omdat zij nu alle luxe is gewend. Dylan ziet dit aan en krijgt medelijden met haar en vertelt dat zij terug kan naar het hotel, Gina is hierom dolblij maar zij heeft het niet helemaal goed begrepen. Dylan legt uit dat zij terug mag komen naar het hotel maar wel in een andere kamer, nu is Gina nog meer teleurgesteld omdat zij gewoon samen wil zijn met Dylan.
Donna kent een muziekband en wil hen laten optreden in de After Dark. één probleem, de zanger is een neef van Wayne waar zij een affaire mee heeft gehad. Zij besluit dit niet te zeggen tegen Noah en Noah laat hen optreden in zijn club. Later komt Noah erachter dat hij de neef van Wayne is en dit nieuws neemt hij niet goed op en laat dit ook blijken tegen Donna. Donna vertelt dat dit precies de reden is waarom zij niet de waarheid heeft verteld en dat zij nu hier spijt van heeft. Noah en Donna praten het uit en besluiten om toch samen door te gaan.

## Rolverdeling
- Jennie Garth - Kelly Taylor
- Ian Ziering - Steve Sanders
- Brian Austin Green - David Silver
- Tori Spelling - Donna Martin
- Luke Perry - Dylan McKay
- Joe E. Tata - Nat Bussichio
- Lindsay Price - Janet Sosna
- Daniel Cosgrove - Matt Durning
- Vanessa Marcil - Gina Kincaid
- Vincent Young - Noah Hunter
- Elizabeth Bogush - Cherise
- PaSean Wilson - Judy Spencer
- Brittney Powell - Robin
- Robert Caso - Rick Miller
- Nancy Moonves - Dr. Long